# Mokrzyn (gromada)
Mokrzyn – dawna gromada, czyli najmniejsza jednostka podziału terytorialnego Polskiej Rzeczypospolitej Ludowej w latach 1954–1972.
Gromady, z gromadzkimi radami narodowymi (GRN) jako organami władzy najniższego stopnia na wsi, funkcjonowały od reformy reorganizującej administrację wiejską przeprowadzonej jesienią 1954 do momentu ich zniesienia z dniem 1 stycznia 1973, tym samym wypierając organizację gminną w latach 1954–1972.
Gromadę Mokrzyn z siedzibą GRN w Mokrzynie utworzono – jako jedną z 8759 gromad na obszarze Polski – w powiecie bytowskim w woj. koszalińskim na mocy uchwały nr 43/54 WRN w Koszalinie z dnia 5 października 1954. W skład jednostki weszły obszary dotychczasowych gromad: Mokrzyn, Ząbinowice, Mądrzechowo i Rabacino ze zniesionej gminy Ugoszcz, Półczno ze zniesionej gminy Studzienice i Jelończ ze zniesionej gminy Pomysk Wielki w tymże powiecie. Dla gromady ustalono 15 członków gromadzkiej rady narodowej.
1 stycznia 1958 do gromady Mokrzyn włączono osadę Helenowo z gromady Pomysk Wielki w tymże powiecie.
31 grudnia 1959 z gromady Mokrzyn wyłączono: wieś Mędrzechowo, włączając ją do gromady Bytów, b) wieś Jeleńcz, włączając ją do gromady Parchowo i c) wieś Półczno, włączając ją do gromady Studzienice – w tymże powiecie, po czym gromadę Mokrzyn zniesiono, a jej (pozostały) obszar włączono do gromady Ugoszcz tamże.